# Apioporthella bavarica
Apioporthella bavarica är en svampart som beskrevs av Petr. 1929. Apioporthella bavarica ingår i släktet Apioporthella och familjen Valsaceae.   Inga underarter finns listade i Catalogue of Life.